# Блумфонтейн Селтик
«Блумфонтейн Селтик» (англ. Bloemfontein Celtic Football Club) — южноафриканский футбольный клуб из Блумфонтейна, основанный в 1969 году. До 1984 года носил название «Мангаунг Юнайтед» (англ. Mangaung United Football Club). Выступает в Премьер-лиге ЮАР. Домашние матчи проводит на стадионе «Фри Стэйт», вместимостью 48 000.

## История
Клуб был основан Норманом Матобизой и Виктором Махатане в 1969 году. Они управляли клубом до начала 1980-х, когда финансовые проблемы вынудили их продать клуб Петрусу «Уайтхеду» Молемеле. В ноябре 2001 года, после вылета Phunya Sele Sele, Молемела продал свою долю в клубе Деметрию «Джимми» Аугусти, бывшему игроку «Селтика».
«Блумфонтейн Селтик» является типичным аутсайдером клубного футбола ЮАР, как правило, ведя борьбу в нижней части турнирной таблицы «элитного эшелона». Главный успех клуба на высшем уровне датируется 1985 годом, когда клуб из Блумфонтейна смог выиграть бронзовые медали первого розыгрыша Национальной Футбольной Лиги (NSL Castle League). С момента основания Премьер-лиги ЮАР в 1996 году, «Кельты» ни разу не поднимались выше седьмого места и три сезона из тринадцати провели в первом дивизионе. На «кубковых фронтах» достижения «Блумфонтейн Селтик» более весомы — победы в 1985 году в Кубке ЮАР и в 2005 году в Кубке Восьми.
В 2009 году они сформировали партнерство с португальским клубом Sporting CP , которое включало создание молодежной академии в столице Свободного государства .
Макс Чабалала, которому также принадлежит Roses United, сменил Аугусти 21 июля 2014 года .

## Достижения

### Национальные
- Обладатель Кубка ЮАР — 1 (1985)
- Обладатель Кубка Восьми — 1 (2005)